# Hiệp Thành, Ngã Bảy
Hiệp Thành là một phường thuộc thành phố Ngã Bảy, tỉnh Hậu Giang, Việt Nam.

## Địa lý
Phường Hiệp Thành có vị trí địa lý:
- Phía đông giáp tỉnh Sóc Trăng
- Phía tây giáp phường Lái Hiếu
- Phía nam giáp huyện Phụng Hiệp
- Phía bắc giáp phường Ngã Bảy và xã Đại Thành.

Phường Hiệp Thành có diện tích 12,25 km², dân số năm 2005 là 11.049 người, mật độ dân số đạt 902 người/km².

## Hành chính
Phường Hiệp Thành được chia thành 7 khu vực: I, II, III, IV, V, VI, VII.

## Lịch sử
Ngày 26 tháng 7 năm 2005, Chính phủ ban hành Nghị định số 98/2005/NĐ-CP về việc thành lập phường Hiệp Thành trên cơ sở 828,57 ha diện tích tự nhiên và 8.632 nhân khẩu của thị trấn Phụng Hiệp; 296,61 ha diện tích tự nhiên và 1.917 nhân khẩu của xã Đại Thành; 100 ha diện tích tự nhiên và 500 nhân khẩu của xã Tân Phước Hưng.
Phường Hiệp Thành có 1.225,18 ha diện tích tự nhiên và dân số là 11.049 nhân khẩu.
Ngày 27 tháng 10 năm 2006, Chính phủ Việt Nam ban hành Nghị định số 124/2006/NĐ-CP về việc đổi tên thị xã Tân Hiệp thành thị xã Ngã Bảy và phường Hiệp Thành trực thuộc thị xã Ngã Bảy.
Ngày 11 tháng 7 năm 2019, HĐND tỉnh Hậu Giang ban hành Nghị quyết số 11/2019/NQ-HĐND về việc sáp nhập khu vực VIII và khu vực VII.
Ngày 10 tháng 1 năm 2020, Ủy ban Thường vụ Quốc hội ban hành Nghị quyết số 869/NQ-UBTVQH14 về việc thành lập thành phố Ngã Bảy thuộc tỉnh Hậu Giang. Phường Hiệp Thành trực thuộc thành phố Ngã Bảy.

## Kinh tế
1. Công an thành phố Ngã Bảy (đang xây dựng)
2. Chợ Hiệp Thành
3. Nhà máy đường Phụng Hiệp.